# Hamburg-Eilbek
Eilbek (spelling tot 1946: Eilbeck) is een stadsdeel van Hamburg in het zuidwesten van het district Wandsbek en is genoemd naar de Eilbek (plaatselijke naam voor de Wandse) die in het Alstermeer uitmondt.

## Geografie

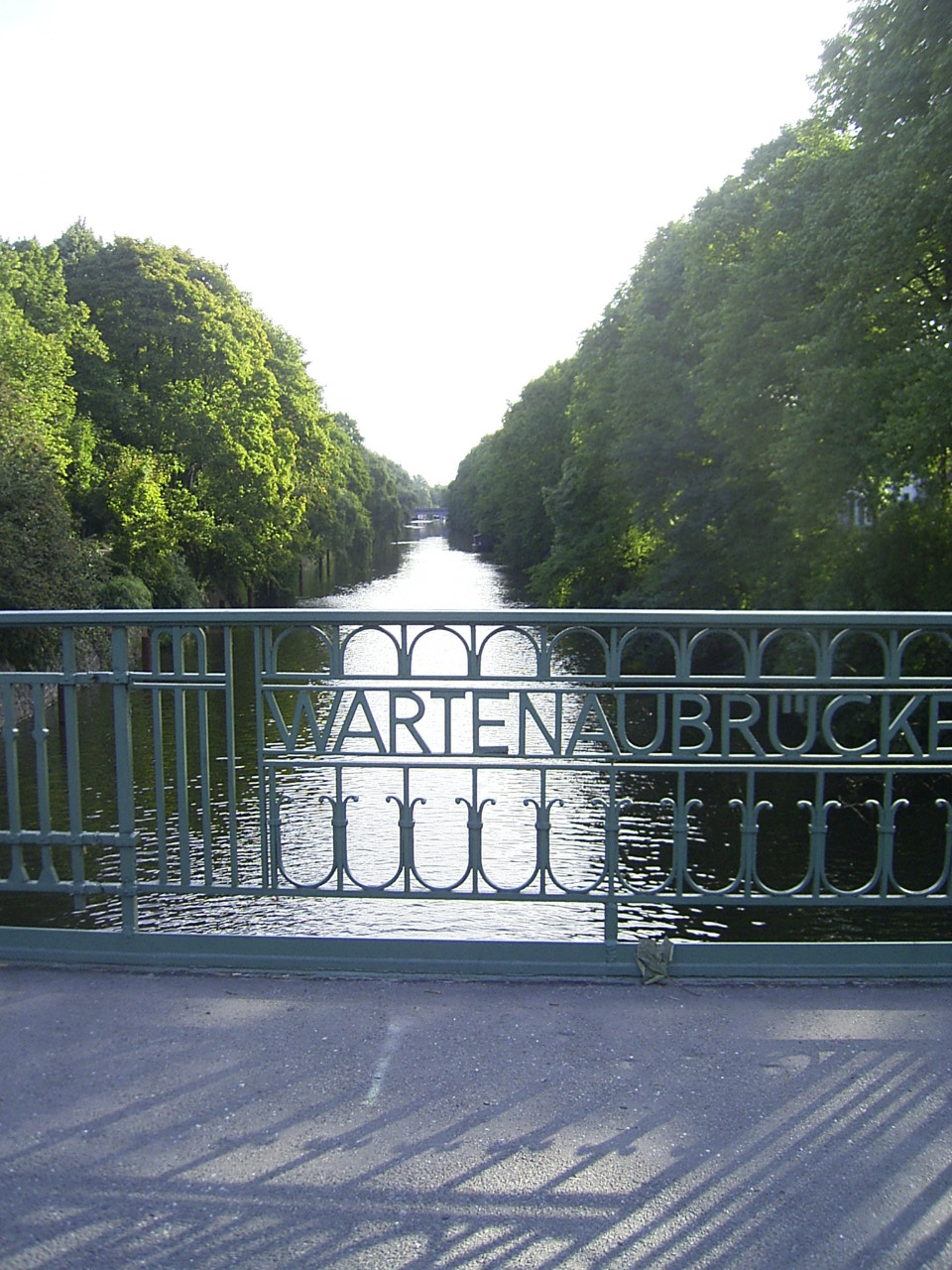
Wartenaubrug over het Eilbekkanaal

Eilbek ligt ongeveer vier kilometer ten oosten van het centrum van Hamburg. In het westen grenst het aan Hohenfelde, in het noordwesten aan Uhlenhorst, in het noorden aan Barmbek-Süd, in het noordoosten aan Dulsberg, in het oosten aan Wandsbek en Marienthal (grens gevormd door de omleidingslijn voor goederenvervoer Hamburg )  en in het zuiden aan Hamm (tracé van de spoorlijn naar Lübeck ).
De gebied wordt vooral gekenmerkt door appartementsgebouwen uit de naoorlogse periode. Alleen het Auenviertel (veel straatnamen eindigen er op -au), gelegen in het noordwesten bij het Eilbekkanaal, heeft kleinere, gebouwen, vaak met één verdieping, met veel oude herenhuizen en villa's. Het voetgangerspad Auenstieg loopt door de genoemde straten en vormt de verbinding met Wandsbeker Chaussee en het metrostation Wartenau.
Er zijn enkele verspreide commerciële activiteiten en oude omgebouwde fabrieken. Een paar grotere commerciële en administratieve gebouwen staan in de buurt van het treinstation Hasselbrook.

## Geschiedenis

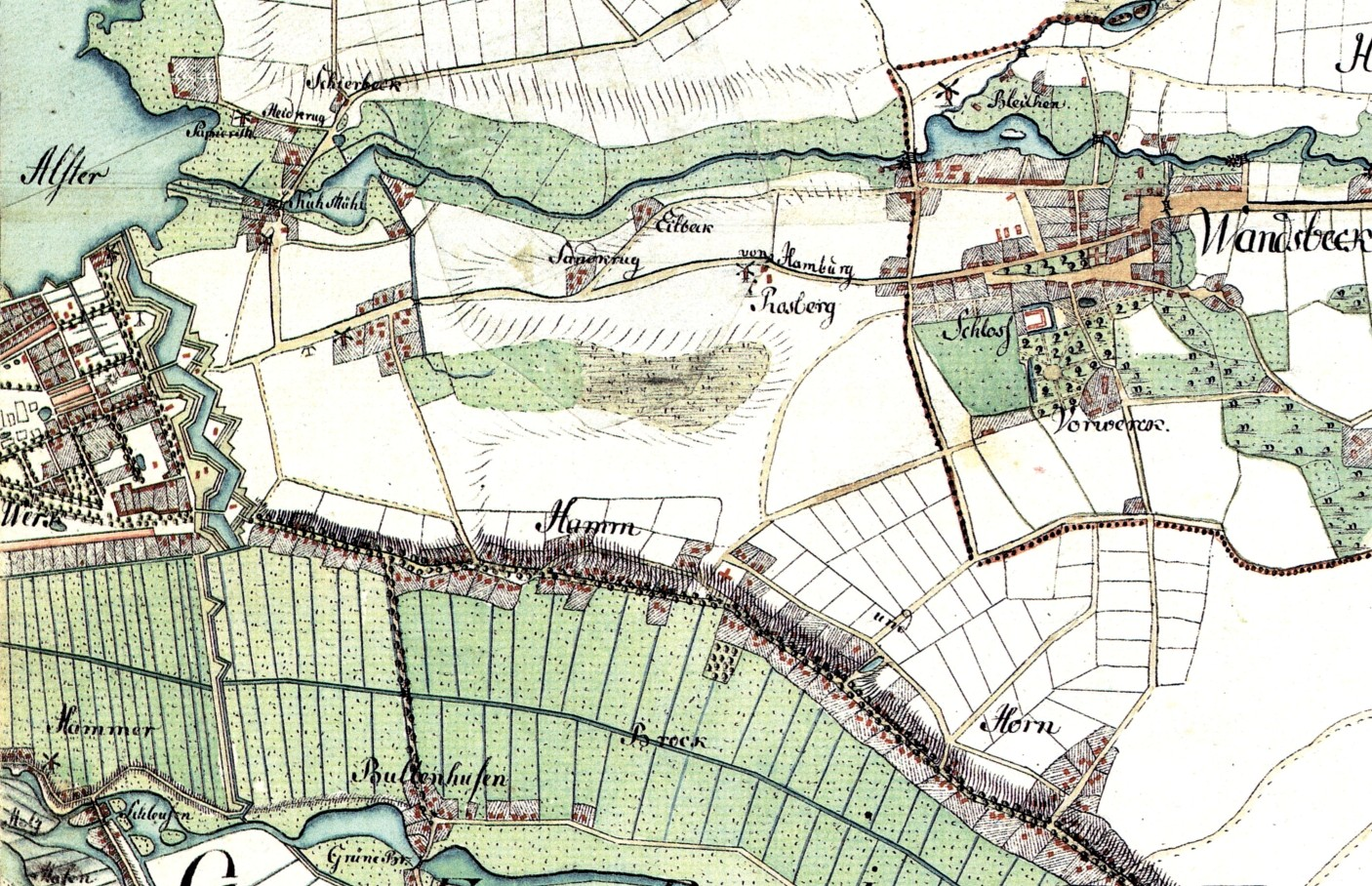
Fragment uit de Varendorf-kaart rond 1790: Eilbek is dan een kleine nederzetting aan de rivier, ongeveer halverwege tussen Hamburg (links) en Wandsbek (rechts).

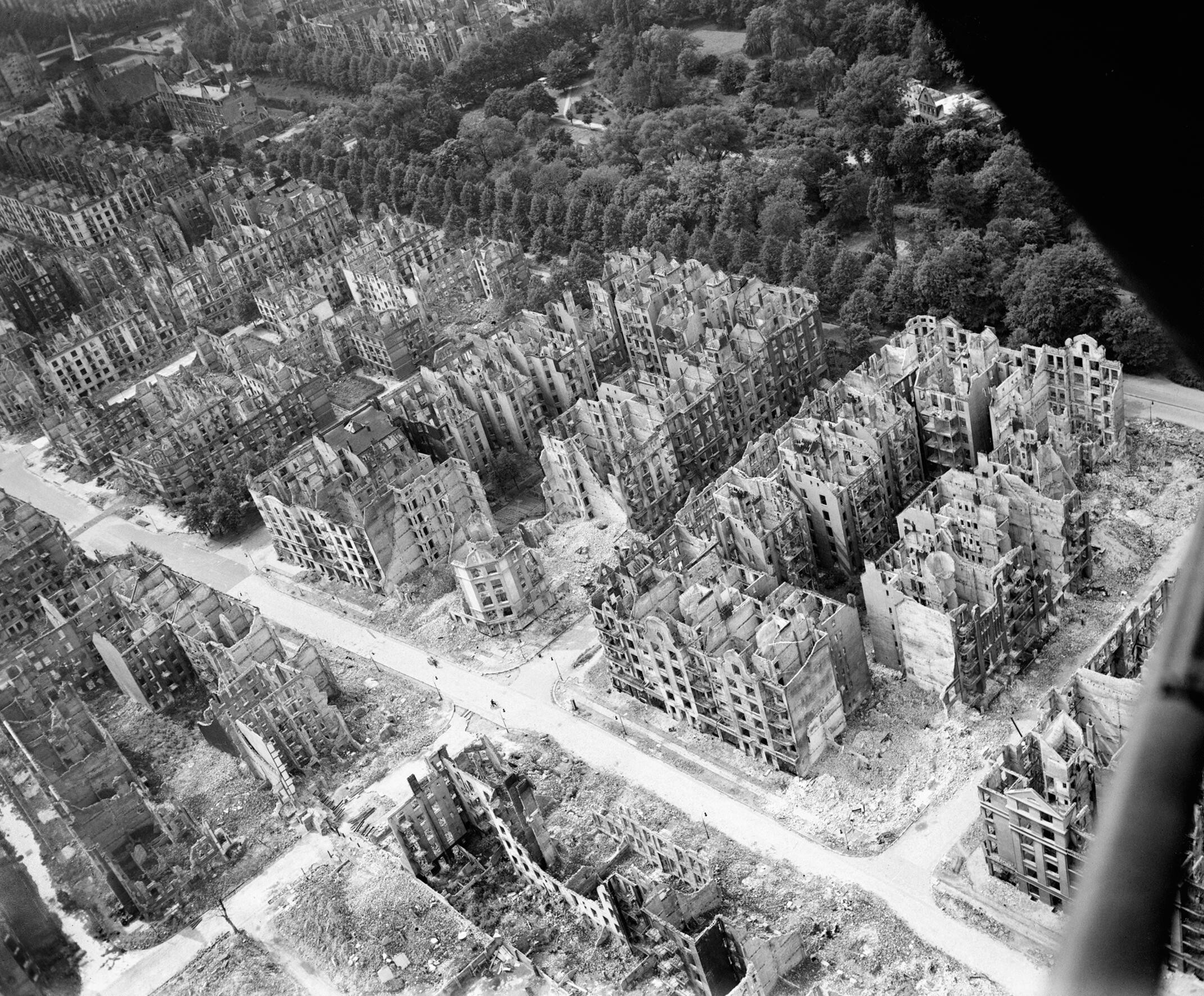
Luchtfoto van de Eilbeker Weg na de verwoesting in juli 1943

Eilbek werd voor het eerst genoemd in een document in 1247 als Ylenbeke.
Eilbek behoorde ongeveer 600 jaar toe aan het Hamburgse Hospitaal van de Heilige Geest voordat het bij de reorganisatie van het plattelandsgebied van Hamburg rond 1830 bij de Geestlande werd ingedeeld.
Na de brand in Hamburg in 1842 vestigden enkele daklozen zich in Eilbek. Na de opheffing van de stadstol in 1860 en de aanleg van de spoorlijn naar Lübeck, nam de inwijking van mensen naar Eilbek toe. In 1874 werd het verheven tot buitenwijk en in 1894 werd het officieel een stadsdeel.
Tegen het einde van de 19e eeuw werden hier bloedzuigers gevangen en verhandeld voor medicinaal gebruik.
In 1923 was Eilbek een van de centra van de communistische opstand in Hamburg .
Tijdens de Tweede Wereldoorlog werd Eilbek bijna volledig verwoest door de bombardementen van juli 1943. Onder de verwoeste gebouwen waren ook het Hospitaal van de Heilige Geest en het Maria Magdalenen-klooster, die beide aan de Richardstrasse waren gevestigd. 
Toen Hamburg in 1949 werd gereorganiseerd, werd Eilbek onderdeel van het district Wandsbek.

## Personen
- Hans Fallada woonde in 1928 tijdelijk in Hasselbrookstrasse 54[2]
- Karen Horney woonde van 1899 tot 1904 aan de Papenstrasse 66[3]
- Vicky Leandros groeide op in Blumenau en bezocht de Richardstrasse school en het toenmalige Wartenau[4]
- Max Schmeling groeide op in Hasselbrookstrasse 14[5]
- Helmut Schmidt bracht een deel van zijn jeugd door in Schellingstrasse 9[6]
- Ernst Thälmann bezocht de scholen in Kantstrasse en Roßberg[7]

## Bevolking
De samenstelling van de bevolking van Eilbeck is als volgt (gegevens van december 2016):
- Totale bevolking: 21.505
- Aandeel minderjarigen: 11,5%, ligt ruim onder het Hamburgse gemiddelde van 16,2%.
- Aandeel huishoudens met kinderen: 11,3%, ligt ruim onder het Hamburgse gemiddelde van 17,8%.
- Aandeel ouderen (65-jarigen en ouder): 15,9%, ligt onder het Hamburgse gemiddelde van 18,3%.
- Aandeel buitenlanders: 14,6%, ligt onder het Hamburgse gemiddelde van 16,7%.
- Aandeel uitkeringsgerechtigden volgens SGBII (Hartz IV): 7,7%, ligt onder het Hamburgse gemiddelde van 10,3%.
- Werkloosheidscijfer: 4,7%, ligt onder het Hamburgse gemiddelde van 5,3%.

Eilbek is een minder welvarende wijk van Hamburg. Het gemiddelde jaarinkomen per belastingplichtige lag in 2013 rond de 32.559 euro wat lager is dan het Hamburgs gemiddelde (39.054 euro) .

### Bevolkingsontwikkeling
- 1818: 0 0 0 90[8]
- 1847: 0 0 290[8]
- 1874: 0 5.000[8]
- 1895: 24.611[9]
- 1920: 59.130[9]
- 2000: 19.96
- 2005: 20.011
- 2010: 20.309
- 2020: 22.235[10]

## Parken
Het Jacobipark is een begraafplaats die in 1954 werd verlaten. Het werd in 1848 aangelegd door de kerk St. Jacob aan de poorten van Hamburg. In 1862 werd er nog een begraafplaats voor de Drievuldigheidsgemeente van Hamm toegevoegd. Er zijn nog enkele graven.
Andere parken zijn het Eilbeker Bürgerpark nabij de Friedenskirche, en het Friedrichsberger Park langs de Eilbek bij het voormalige Eilbek-ziekenhuis .

## Verkeer

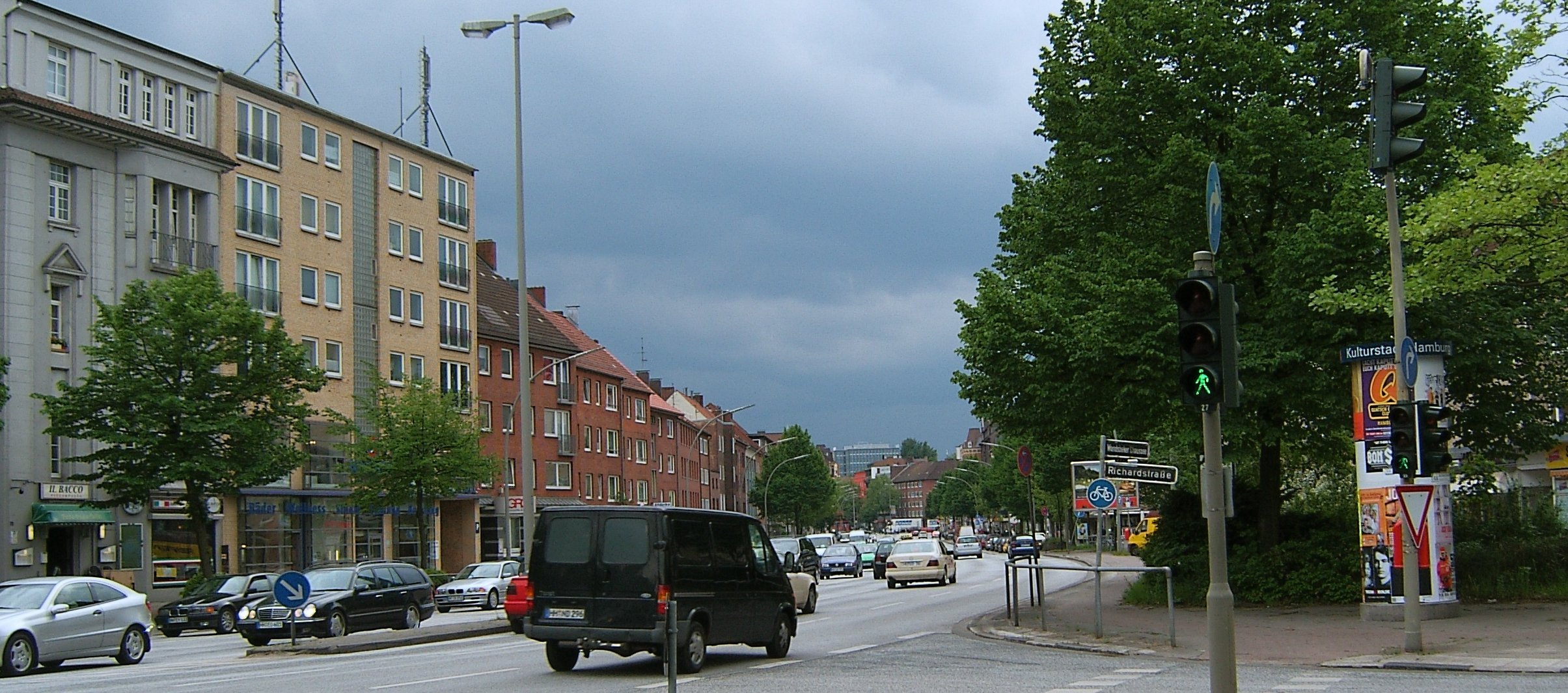
Wandsbeker Chaussee, kijkend naar de stad

De belangrijkste verkeersader van Eilbek is de Wandsbeker Chaussee, die in oost-west richting loopt (tot 2015 onderdeel van de B 75 ). Andere dwarsaders zijn de Eilbeker Weg in het noorden, en de Papenstrasse en de Hasselbrookstrasse in het zuiden. Belangrijke noord-zuid verbindingen zijn vermeld van west naar oost: Wartenau / Landwehr, Hirschgraben, Ritterstrasse, Kantstrssae, Hammer Steindamm .

### Openbaar vervoer

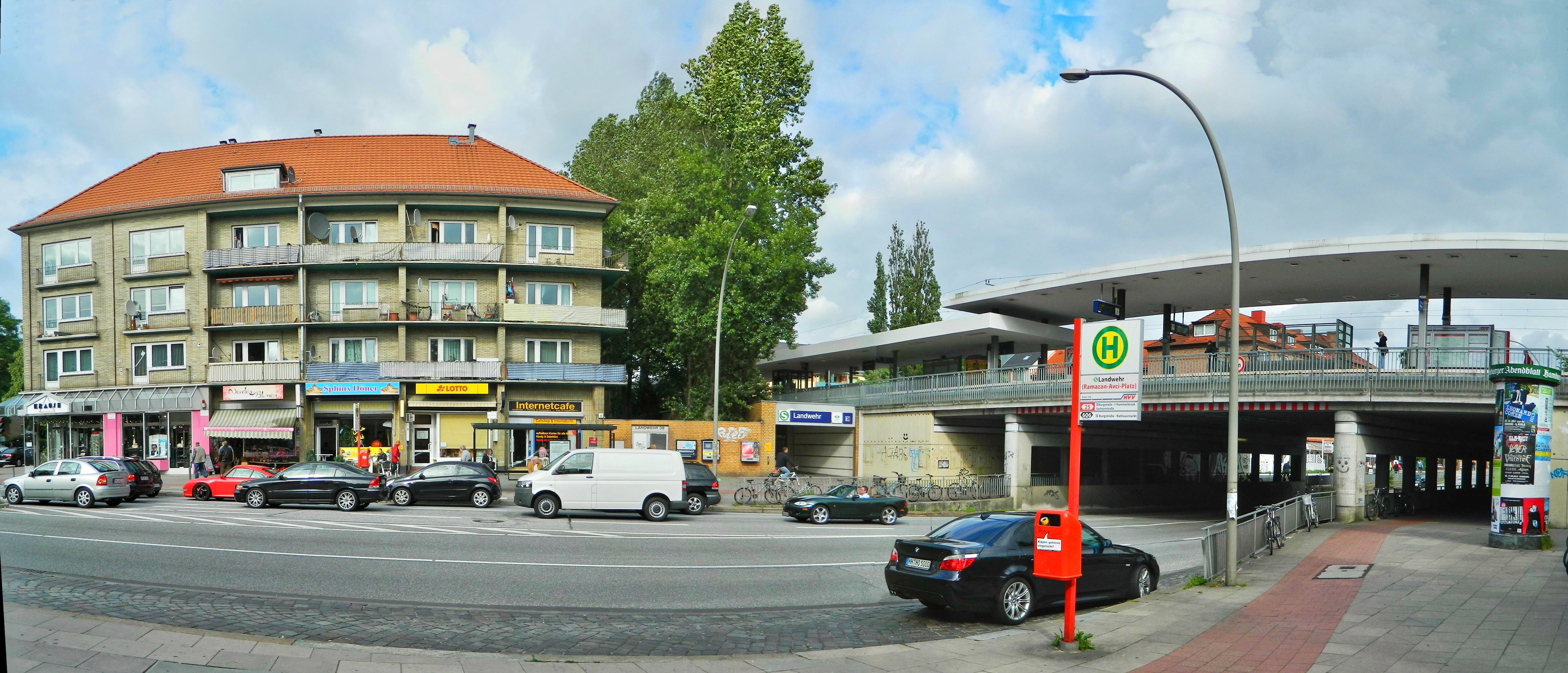
S-Bahnstation Landwehr

In Eilbek bevinden zich de S-Bahn stations Landwehr, Hasselbrook, Wandsbeker Chaussee en (op de grens met Dulsberg) het S-Bahn station Friedrichsberg. De regionale treinlijn RB81 (Hamburg – Bad Oldesloe ) stopt ook in Hasselbrook. Verder bedient metrolijn U1 de haltes Wartenau, Ritterstraße en Wandsbeker Chaussee .